# Kulak
Der Begriff Kulak (russisch кулак, „Faust“) war im Russischen eine seit dem 19. Jahrhundert verwendete Bezeichnung für relativ wohlhabende Bauern. Spätestens nach der Jahrhundertwende bekam der Begriff einen abwertenden (pejorativen) Charakter. Nach der Oktoberrevolution von 1917 und im Rahmen der Zwangskollektivierung der Landwirtschaft von 1928 bis 1933 unter Josef Stalin wurde die Bedeutung des Begriffs „Kulak“ in der Agitation der Bolschewiki mehr und mehr auf alle selbstständigen Bauern ausgedehnt. Diese Personen und ihre Angehörigen wurden im Rahmen der Entkulakisierung der Jahre 1929 bis 1932 als Klassenfeinde in Arbeitslager deportiert oder erschossen. Wenige Jahre später wurden die Kulaken im Zuge des Großen Terrors erneut zu Hunderttausenden erschossen oder deportiert, insbesondere mit Hilfe des NKWD-Befehls Nr. 00447 – im NKWD-Jargon auch Kulakenoperation genannt.

## Kategorisierung der Landbevölkerung
Ein Dorfbewohner konnte im zaristischen Russland bzw. in der Sowjetunion im Laufe des Jahres mehrere Tätigkeiten ausüben: Während der Wachstumsperiode Bauer, im Winter Wanderarbeiter oder mit Heimarbeit beschäftigt, Handel treibend oder beim Nachbarn als Tagelöhner bei der Ernte helfend. Trotz Schwierigkeiten, überhaupt sinnvolle Kriterien für eine sozioökonomische Zuordnung zu finden, wurde von marxistischen Ökonomen und Statistikern eine Klasseneinteilung innerhalb der Dorfgesellschaft vorgenommen. Die standardisierte Nomenklatur unterschied die batraki (landlose Arbeitskräfte), die bednjaki (Bauern mit Landstücken, die nicht genügend Ertrag abwarfen) und die serednjaki (Mittelbauern). Auf der obersten Stufe dieser sozioökonomischen Einteilung rangierten die sogenannten Kulaken.
In der Perspektive zeitgenössischer sowjetischer Marxisten, die sich mit den Verhältnissen auf dem Land befassten, galt der Kulak als Inhaber der größten ökonomischen Potenz. Der Begriff hatte dabei eine abwertende Bedeutung und sollte den „Ausbeuter“ auf dem Dorf markieren. Welches Kriterium einen Bauer jedoch zum Kulaken machte, blieb stets unklar, die Definition des Begriffs Kulak war „so verschwommen, dass sie nahezu auf jeden passte“. Denkbar war beispielsweise der Verleih von Geräten und Zugpferden oder die Beschäftigung von Tagelöhnern – Phänomene, die im realen Dorfleben keineswegs nur auf die Kulaken zutrafen. Zu dieser Kategorie gehörten höchstens eine halbe Million Wirtschaften; dies entsprach einer Anzahl von etwa drei Millionen Personen oder zwei Prozent aller Haushalte.
Die Mehrheit der Bauern waren sogenannte Mittelbauern (ca. 75 %), die häufig als Kulakenknechte bezeichnet wurden. Ihnen wurde die Hortung beziehungsweise das Verstecken von Getreide vorgeworfen – Maßnahmen, zu denen die hohen Zwangsabgaben und Besteuerungen der Einzelbauern führten. Der industrielle Aufbau des Landes erfolgte durch größtmögliche Auspressung fast aller Bauern. Trotz Getreideknappheit exportierte die Sowjetunion das Getreide, um sich so Maschinen und Werkzeuge kaufen zu können (sogenannte Hungerexporte). Die Bauern hatten also einen Großteil der gesellschaftlichen Kosten für die Industrialisierung der Sowjetunion zu zahlen. Die durch die Kollektivierung und Entkulakisierung maßgeblich mitausgelöste Hungersnot der Jahre 1932/33, vor allem der Holodomor in der Ukraine kostete nach Schätzungen der Historiker insgesamt (in Folge des Verhungerns, des Geburtenrückganges, der Krankheiten etc.) zwischen 5,5 und 6,5 Millionen Menschen das Leben.

## Propaganda

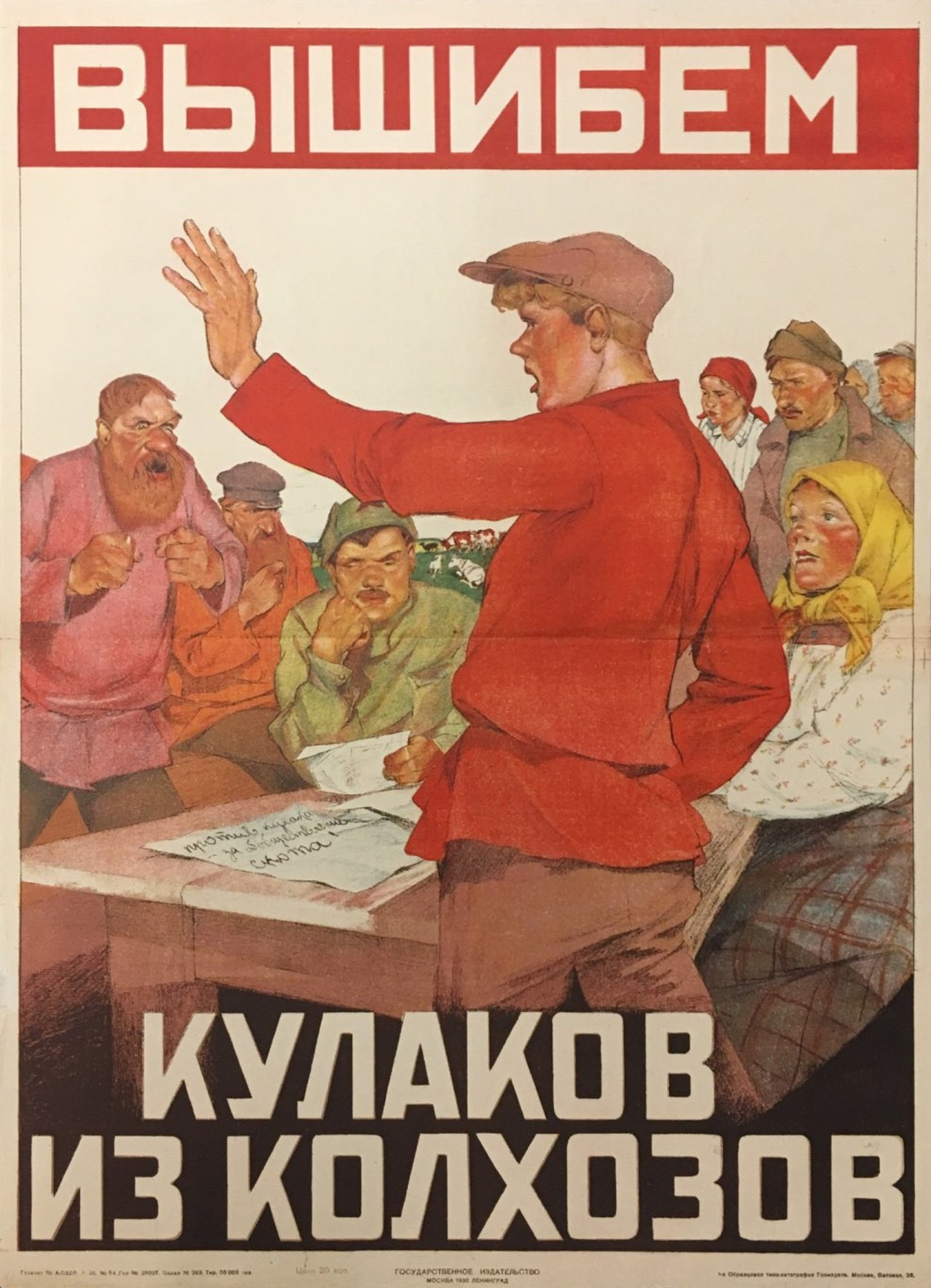
„Wir vertreiben die Kulaken aus den Kolchosen“ (Propagandaplakat aus dem Jahr 1930)

Während des Russischen Bürgerkrieges wehrten sich Bauern vermehrt gegen Getreiderequisitionen. Lenin deutete dies als „Kulakenaufstände“ und vermutete einen organisatorischen Zusammenhang mit nichtbolschewistischen sozialistischen Parteien und ausländischen Kapitalisten. Im August 1918 forderte er, sie mit äußerster Härte niederzuschlagen:

„Diese Blutegel saugten das Blut der Werktätigen und wurden um so reicher, je mehr der Arbeiter in den Städten und Fabriken hungerte. Diese Vampire brachten und bringen den Boden der Gutsbesitzer an sich, sie zwingen die armen Bauern immer und immer wieder in Schuldknechtschaft. Erbarmungsloser Krieg gegen diese Kulaken! Tod ihnen! Hass und Verachtung den sie verteidigenden Parteien: den rechten Sozialrevolutionären, den Menschewiki und den heutigen linken Sozialrevolutionären! Mit eiserner Faust müssen die Arbeiter die Aufstände der Kulaken niederschlagen, die mit fremdländischen Kapitalisten gegen die Werktätigen ihres Landes ein Bündnis schließen.“

Im Rahmen der ideologischen Kampagne gegen angebliche Kapitalisten wurden den Kulaken bald auch „Unter-“ und „Halbkulaken“ aus der Gruppe der Mittelbauern zugeordnet. Die Mittelbauern machten die große Masse der Dorfbevölkerung aus und produzierten das meiste Getreide. Letztlich wurde den Kulaken auch der größte Teil der Mittelbauern zugerechnet. Genaue Zuordnungskriterien für die Bezeichnung Kulak existierten zudem nicht. So wurde z. B. einerseits der Verleih von Arbeitsgeräten oder Zugvieh als entscheidend angesehen. Andererseits gab es Studien, die die Beschäftigung von Lohnarbeitern als ein entscheidendes Kriterium sahen. Der Unterschied zwischen Kulaken und den Mittelbauern war nur graduell und wurde von den Bolschewiki willkürlich vorgenommen. „In der Praxis entschied der Staat, wer Kulak war und wer nicht.“ Ein örtlicher Parteichef sagte dazu: „Bei Plenarversammlungen des Dorf-Sowjets schaffen wir Kulaken, wie wir es für richtig halten.“
Als sich die Entkulakisierung, das heißt die staatliche Kampagne gegen angebliche oder echte Kulaken, immer stärker radikalisierte, galt auf dem Höhepunkt der Kollektivierung 1932 bereits geringfügiges landwirtschaftliches Eigentum wie zum Beispiel eine Kuh oder die Beschäftigung von Tagelöhnern oder Knechten als Kulakentum und führte zu Zwangsmaßnahmen: zuerst höhere Abgaben, dann Enteignung, schließlich Deportation in menschenleere Gebiete oder in den Gulag. Bei Zeichen von Widerstand gegen die Zwangsmaßnahmen der Bolschewiki war die Erschießung des Opfers vorgesehen. Oft wurden auch die Familienangehörigen der Betroffenen und sogar sogenannte Kulakensöldlinge, die Podkulatschniki, verfolgt. Damit konnte auch jeder Tagelöhner als „Kulakensöldling“ deportiert werden.
Stalin rief mit seiner Ende 1929 öffentlich formulierten Parole von der „Liquidierung der Kulaken als Klasse“ zur gewaltsamen Repression des wohlhabenden Bauerntums auf.

## Rezeption
Eine positive Wertung der Maßnahmen gegen die „Kulaken“ ist in dem Frühwerk von Michail Scholochow Neuland unterm Pflug aus dem Jahr 1932 enthalten. In späteren sowjetischen Romanen kommt das Schicksal der „Kulaken“ wieder vor und spielt dort die Rolle eines kollektiven Traumas: so z. B. bei Tschingis Aitmatow: Ein Tag länger als das Leben (1980) und bei Jewgeni Jewtuschenko: Wo die Beeren reifen (1981).
Der Junge Pawlik Morosow, der seinen eigenen Vater als Kulaken denunzierte und daraufhin angeblich von Verwandten ermordet wurde, wurde lange Zeit der sozialistischen Jugend als Vorbild und Held präsentiert. Lenin-Pioniere wurden an seinem Beispiel aufgefordert, selbst ihre Eltern zu überwachen und Verdächtiges den Behörden zu melden.